# Ошикото
Ошикото (англ. Oshikoto Region) — є однією з 13 адміністративних областей Намібії і знаходиться в північній частині країни. Число жителів області 178 558; чоловік (на 2010). Площа області становить 26 607 км². До серпня 2008 року адміністративним центром області було місто гірників Цумеб, потім — місто Омутія.

## Населення
Ошикото населена переважно представниками народів овамбо і гереро. За останні роки спостерігається значне зростання чисельності населення в Ошикото.

## Адміністративний поділ
Область розділена на 10 виборчих районів (міст):
- Енгоді
- Гуінас
- Оканколо
- Олуконда
- Омунтеле
- Омутія
- Онаєна
- Оніїпа
- Оньяанья
- Цумеб

## Економіка
На півночі області основою економіки є землеробство, на її півдні — гірничодобувна промисловість (мідь) і скотарство.